# Rally da Auga de 2022
El Rally da Auga de 2022, oficialmente 9.º Xacobeo Rally da Auga fue la novena edición y la segunda ronda de la Copa de España de Rallyes de Tierra. Se celebró del 6 al 7 de mayo y contó con un itinerario de seis tramos sobre tierra que sumaban un total de 100,5 km cronometrados. También fue puntuable para la Toyota GR Iberian Cup, el Desafío 2RM, la Copa Proto 2RM, la Beca U24 RFEdA, la Copa Kobe Motor y la Copa N3.
Xavi Pons que llevaba dos años sin competir consiguió dominar la prueba desde el arranque y fue el más rápido ya en el tramo de calificación. Tras liderar todas las especiales Pons se adjudicó la victoria con amplia ventaja sobre el uruguayo Rodrigo Zeballos, segundo clasificado y Félix Macías tercer clasificado.

## Itinerario
| Día   | Tramo | Nombre | Distancia | Hora  | Ganador      | Tiempo       | Líder       |
| Día 1 |       |        |           |       |              |              |             |
| ----- | ----- | ------ | --------- | ----- | ------------ | ------------ | ----------- |
| Día 1 | TC1   | A1     | 16.60 km  | 10:00 | Xavier Pons  | 10:15.4      | Xavier Pons |
| Día 1 | TC2   | B1     | 19.13 km  | 10:40 | Xavier Pons  | 12:40.5      | Xavier Pons |
| Día 1 | TC3   | C1     | 14.52 km  | 11:45 | Xavier Pons  | 10:21.8      | Xavier Pons |
| Día 1 | TC4   | A2     | 16.60 km  | 14:37 | Xavier Pons  | 9:55.6       | Xavier Pons |
| Día 1 | TC5   | B2     | 19.13 km  | 15:17 | Neutralizado | Neutralizado | Xavier Pons |
| Día 1 | TC6   | C2     | 14.52 km  | 16:22 | Xavier Pons  | 10:04.7      | Xavier Pons |

## Clasificación final
| Pos. | Piloto               | Copiloto                   | Automóvil              | Tiempo    | Diferencia |
| ---- | -------------------- | -------------------------- | ---------------------- | --------- | ---------- |
| 1.   | Xavier Pons          | Rodrigo Sanjuan de Eusebio | Škoda Fabia Rally2 evo | 1:06:38.2 | 0.0        |
| 2.   | Rodrigo Zeballos     | Sebastián González         | Škoda Fabia Rally2 evo | 1:07:53.4 | +1:15.2    |
| 3.   | Félix Macías         | Alejandro Portela Moro     | Škoda Fabia R5         | 1:07:55.6 | +1:17.4    |
| 4.   | Daniel Alonso        | Adrián Pérez Fernández     | Citroën C3 Rally2      | 1:08:23.5 | +1:45.3    |
| 5.   | Oriol Gómez          | José Murado González       | Volkswagen Polo GTI R5 | 1:08:27.2 | +1:49.0    |
| 6.   | Juan Carlos Quintana | Yeray Mújica               | Škoda Fabia R5         | 1:08:41.1 | +2:02.9    |
| 7.   | Juan Pablo Castro    | Juan José Leal             | Škoda Fabia R5         | 1:10:15.3 | +3:37.1    |
| 8.   | Marcos Canedo López  | Miguel Ángel Vilas         | Peugeot 208 N5         | 1:10:24.9 | +3:46.7    |
| 9.   | Sergi Francolí       | María Salvo                | Toyota GR Yaris RZ     | 1:10:49.0 | +4:10.8    |
| 10.  | Daniel Berdomás      | Brais Mirón Carnés         | Toyota GR Yaris RZ     | 1:11:20.3 | +4:42.1    |